# ミヒャエル・ゾルバウアー
ミヒャエル・ゾルバウアー（ドイツ語: Michael Sollbauer, 1990年5月15日 - ）は、オーストリア・クライン・サンクト・パウル出身のサッカー選手。SKラピード・ウィーン所属。ポジションはDF。

## 経歴

### クラブ
1996年地元でサッカーを始める。2004年7月(14歳の時)、当時オーストリア・ブンデスリーガ2部に属していたFCケルンテンからオファーを受ける。
2006-07シーズンには、U-19のユースリーグで24試合に出場、2得点を決めた後、新たに創設されたSKアウストリア・ケルンテンの幹部から練習参加の招待を受け、2007年8月2日同クラブに移籍。主にユースチームで活躍し、リーグ戦24試合で3ゴールを決める。さらに2007-08シーズンはオーストリア・ブンデスリーガ3部(レギオナールリーガ・ミッテ)において2試合出場。デビューは2008年4月30日。
2008-09シーズンは、4部に所属するSKアウストリア・ケルンテンのセカンドチームにて30試合中28試合に出場、レギュラーの座を獲得し、リーグ準優勝に貢献した。合計2ゴール。2008-09シーズンは、SKアウストリア・ケルンテンのトップチームの試合でもほぼベンチ入りし、2009-10シーズンにおいて、2009年9月18日オーストリア・カップのSVアラーハイリゲン戦の後半55分デビューを果たし、2-1の勝利に貢献した。その5日後9月23日、アウェイでのLASKリンツ戦でブンデスリーガデビューを果たす。
2010年夏、オーストリア・ブンデスリーガ2部のヴォルフスベルガーACに移籍し、2012年にチームはオーストリア・ブンデスリーガ1部へ昇格し、2019年のUEFAヨーロッパリーグ出場にも大きな役割を果たした。同チームに9年半所属し、1部リーグ、2部リーグ合わせ280試合に出場。
2020年1月、イングランド・チャンピオンシップに属するバーンズリーFCに移籍し、主力CBとして守備の要になっていた。
2021年7月7日、SGディナモ・ドレスデンに移籍し、2年契約を結んだ。

## タイトル

### 個人
- 2. ブンデスリーガ年間最優秀若手選手賞 : 2012